# Герб Седерманланду
Герб Седерманланду (швед. Södermanlands vapen) — символ історичної провінції (ландскапу) Седерманланд. 
Також вживається як офіційний символ сучасного адміністративно-територіального утворення лену Седерманланд.

## Історія
Герб ландскапу відомий з опису похорону короля Густава Вази 1560 року. 
Як герб лену цей знак затверджено 1940 року.

## Опис (блазон)
У золотому полі спинається чорний грифон із червоним язиком, дзьобом і пазурями.

## Зміст
Грифон походить із герба феодала Бу Юнссона Гріпа (XIV ст.).
Герб ландскапу може увінчуватися герцогською короною. Герб лену може використовуватися органами влади увінчаний королівською короною.